# كوبر (خرطوم بحري)

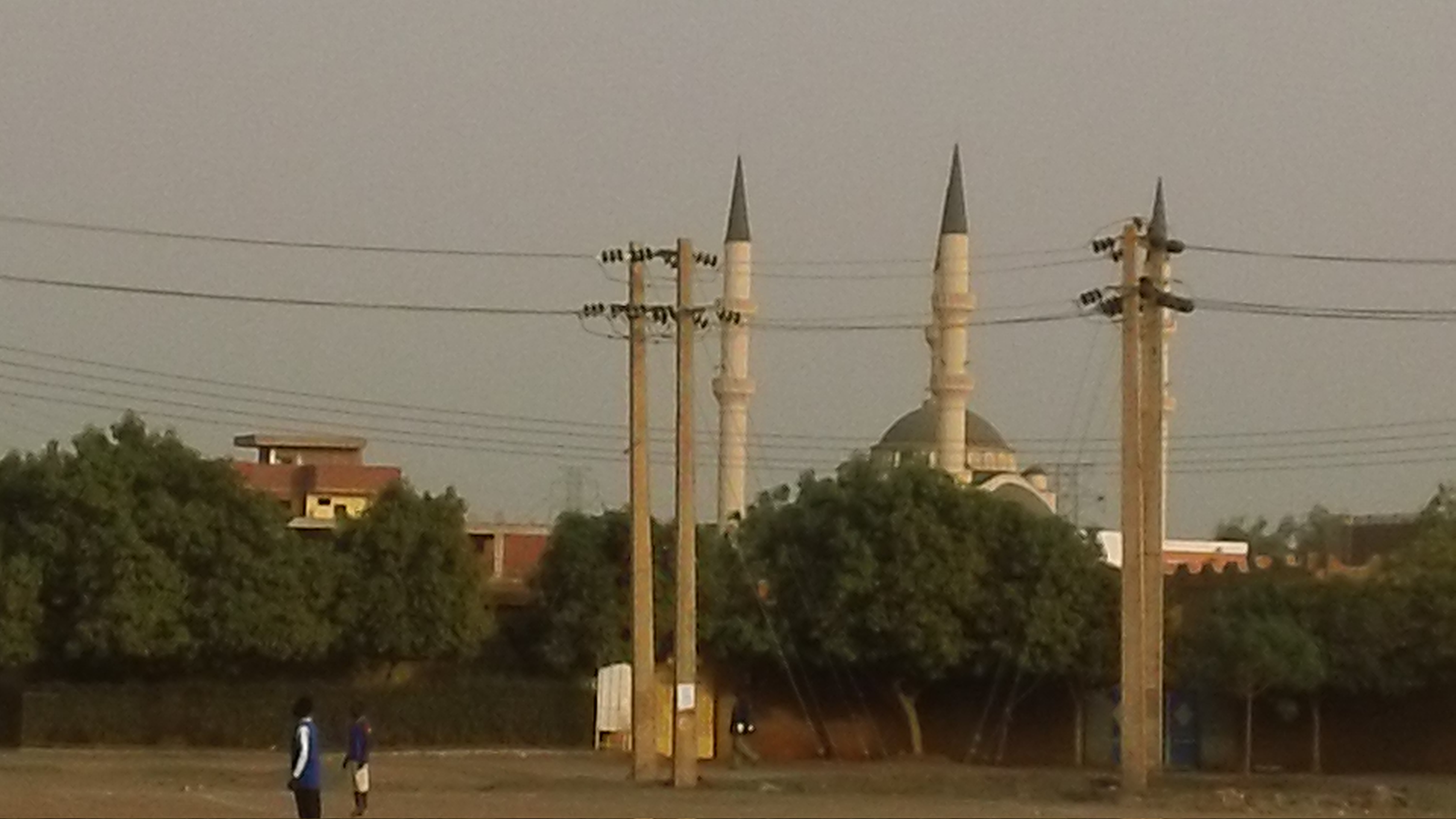
حي كوبر ميدان كرة بالقرب من السوق

 كوبر  حي سوداني يقع في ولاية الخرطوم مدينة الخرطوم بحري وهو من اقدم احياء بحري وارتبط اسمه بالسجن الذي يقبع فيه وهو سجن كوبر وتم تغيير الاسم اخيراً لحي عمر المختار

## الموقع
يمتد من حي الواحة جنوبًا وفي الشمال الفاصل مع المنطقة الصناعية الخرطوم بحري وغرباً شارع بشير محمد سعيد أما في الشرق شارع الشفاء حي كافوري.

## اصل التسمية
هنالك رويات عن هذا الاسم نورد منها:
- قرر الإنجليز بناء اضخم سجن عرفته بلاد السودان منذ فجر التاريخ، ثم جاءوا برجل عسكري يقال له (cooper) وجعلوه قائما علي ذلك السجن فأخذ منه اسمه وصرامته. والبعض من الكبار يطلق عليه (توبر).[4] كان هذا السجن هو النواة التي نبت عنها حي كوبر.[5]

- رواية أخرى حول أصل اسم كوبر تأكيد أن اسم كوبر أُطلق عليها قبل إنشاء السجن، حيث إن وسائل النقل في السودان كانت عبر المراكب الشراعية في الأسكلا، وفي إمبراطورية الإنجليز من يعطى رتبة أمباشي بشريطين يطلق عليه كوبرول وكان مديرًا على الأسكلا في السودان وأُطلق الاسم في العام «1889م» بعد عهد المهدية وسُمِّيت «عتالة كوبر» نسبة لعملهم في المراكب الشراعية وكانوا من قبيلة الفلاتة ثم أتت قبيلة الكارا وسكنوا في المنطقة التي تسمى الآن الواحة وكانوا شديدي البأس والقوة، حتى إن أهل المنطقة لم يستطيعوا العمل معهم.

## المناخ
تتراوح درجات الحرارة ما بين 25 درجة مئوية إلي 40 درجة مئوية في فصل الصيف في الفترة من شهر أبريل / آب وحتي شهريونيو / حزيران وما بين 20 درجة مئوية إلي 30 درجة مئوية في الفترة من شهر يوليو / تموز وحتى شهر أكتوبر / تشرين الأول، وما بين 15 درجة مئوية إلي 20 درجة مئوية في فصل الشتاء في الفترة ما بين شهر نوفمبر / تشرين الثاني وحتي شهر مارس / آذار.

## التعليم
نجد ان التعليم في السودان في تطور مستمر ومناهج التعليم السودانية كذلك تتطور حسب الحقب التاريخية فالتعليم ما قبل التركية وعهد التركية والمهدية والحكم الثنائى والاستقلال في الفترة من 56-2004 م، وهنالك كثير من الايجابيات والسلبيات التي صاحبت تطور المناهج في مراحل التعليم المختلفة.وتطور التعليم يسهل مطابقة المنهج للثورة التعليمية التي حدثت في السودان خلال الحقب الناتجة المتمثلة في التقدم التكنلوجى ووسائل الاتصال والتقنية الحديثة ومدى مطابقتها لمتطلبات أوجه المجتمعات المحلية. 

## الطبيعة السكانية
التقت صحيفة الانتباهة رئيس المؤتمر الوطني بمدينة كوبر عبد المنعم حسن سعيد محمد، والذي حدثنا عن جغرافية المنطقة وكثافتها السكانية بقوله إن عدد السكان حسب إحصائية العام الماضي تبلغ «7000» شخص غير قاطني أشلاق السجون والجيش، ويتوزعون بين «2500» أسرة، كما يبلغ عدد منازلها «914» منزلاً وتتكون من تسعة مربعات حسب التخطيط العمراني القديم وسكان الإشلاقات العسكرية غير مضمنة في الإحصائيات السكانية فكل إشلاق يتبع لسلاحه.. وعن تركيبة السكان أشار إلى أن أكثر القبائل المنتشرة الجعليين والشايقية والدناقلة أما النوبة والشلك «قبل الانفصال» فهم أقلية.

## تاريخ سجن كوبر
- أمر الجنرال «كتشنر» ببناء سجن كبير بمدينة الخرطوم بحري، الا انه لم يحضر الافتتاح عام 1903م بسبب استدعاءه الي لندن بتوجيهات من الملكة انجلترا ليشغل وظيفة اخري هناك.[4][10]
- جاء بعده كحاكم عام علي السودان الجنرال السير (ريجنالد وينجت) والذي يعود له الفضل الكبير في الإنشاءات العمرانية التي تكلمنا، وأيضاً مشاريع اخري مثل:
- "مشروع الجزيرة
- و«سكك حديد السودان». ويعتبر (وينـجت)
- هو الأطول حكماً مقارنة مع بقية الحكام البريطانيين الذين حكموا السودان حيث شغل منصب حاكم عام لمدة 17 عاما (من يوم 23 1899م وحتي 31 ديسمبر من عام 1916م)، وهي فترة طويلة اتاحت له تنفيذ كثير من المشاريع بالسودان.
- اشرف (وينجت) بنفسه علي تكملة بناء السجن بالخرطوم بحري ولم يطلق عليه اسماً محدداً، حتي جاء المستر (كوبر) المسؤول البريطاني عن إدارة منطقة الخرطوم بحري فاولي السجن اهتماماً خاصاً، فتم اطلاق اسمه علي السجن.[10]
- شيد السجن علي قطعة ارض تبلغ مساحتها نحو خمسة ألف متر مربع [5000]م2 بمنطقة بعيدة عن المناطق السكنية والعمرانية وقتها، وتم تصميمه علي شكل هندسي يحاكي سجون بريطانيا.
- أول دفعة سجناء دخلوا هذا السجن هم بعضاً من السودانيين الذين ابعدتهم السلطات المصرية من بلدها بتوجيهات من القصر الملكي لانهم كانوا نشطاء سياسيون انتقدوا دور الملك المصري في وقوفه مع البريطانيين ل احتلال السودان ومشاركة جنود مصريين في معارك «كرري» و«ام دبيكرات».

## أشهر الشخصيات السودانية التي دخلت هذا السجن
- 1- قادة أعضاء جمعية «اللواء الأبيض» عام 1924م
- 2- الضباط السودانييون التابعون وقتها ل«قوة دفاع السودان» وقاموا بتمرد عسكري مسلح بقيادة عبدالفضيل الماظ ضد القوات البريطانية، ودارت اشتباكات وبالذخيرة والمدافع الرشاشة، وتم اعتقال من تبقوا احياءآ وسجنوا ب«كوبر» وبعدها تم فيهم حكم الإعدام رميآ بالرصاص في ديسمبر 1924م، وكانت هذه اولي عمليات اعدام تتم بالسجن.[10]

## معالم حي كوبر
- المساجد: يبلغ عدد المساجد بكوبر خمسة مساجد هي المسجد العتيق وملحق به خلوة لتحفيظ القرآن الكريم ومسجد السوق الكبير أيضًا به خلوة قرآنية ومسجد مربع ستة ومسجد الشهيد حاج الزين ومسجد مصعب بن عمير وهناك خلوة منفصلة للشيخ سعد الله، كما يوجد بها زاوية واحدة بمربع «5»..
- المدارس: وكانت كوبر تتضمن في السابق مدرستين مزدوجتين للبنين والبنات وتم إنشاء مدرسة حسن سعيد أساس للبنين بعد ذلك والشهيد عثمان ثانوية للبنين إضافة إلى مدرسة حاج مصطفى الثانوية للبنات، ومدرسة ذات النطاقين للبنات بأشلاق سلاح الإشارة وترتادها طالبات أساس من كوبر ولا توجد مدارس متخصصة إلا بالأحياء المجاورة لكوبر.
- وفي الجانب الصحي تم إنشاء مركز كوبر الصحي والذي تم تحويله إلى مستشفى الأمل إضافة إلى مركز البغدادي المتخصص ومركز الشهيد عثمان الخاص.
- مصحة كوبر للامراض النفسية: سُميت الآن مستشفى عبد العال الإدريسي تخليداً لذكراه وكانت تسمى مستشفى بعشر، كانت تعتبر من ضمن المؤسسات العقابية التي تتبع للسجون في العام «1992م» والآن تُبِّعت لجامعة الرباط الوطني برعاية د.نور الهدى وقامت بتطويرها وأنشأت مجموعة من المجمعات داخلها، وقال إنه من المفترض أن تُنقل هذه المصحَّة في عهد عبود إلى شارع البلدية مكان قصر الشباب الآن حتى يكتمل الجانب النفسي مع الطب لطبيعة المكان، ولكن تغير الحكومات والأنظمة حال دون ذلك، والآن أُقيمت فيها المباني العالية السكنية ولا ندري هل هي لأهالي كوبر أم لقاطني المستشفى.
- نادي كوبر: هناك كثير من اللاعبين الذين قاموا بتغذية فريقي الهلال والمريخ بالعديد من اللاعبين الأفذاذ مثل محمد صالح وإبراهومة والجمصي إضافة إلى العديد من العمالقة منهم هارون الديسكو الذي لعب بفريق الهلال والفريق القومي وبدر الدين بخيت ومجدي موسى وقسم الله عبد الماهل وعز الدين آدم، وكوبر كانت النواة التي تغذي كل الأتيام بأميز اللاعبين الذين غرسنا فيهم حب النادي وإفادة الوطن الرياضي ووضع فريق كوبر سلمًا للوصول للأندية الأولى، وقال إن نادي كوبر يعتبر بوصلة للتواصل الاجتماعي وتمتين العلاقات مع الأندية الأخرى بالمباريات الودية، وأشار إلى أن من الشخصيات الرياضية الآن فيصل العجب كابتن فريق المريخ.
- سينما كوبر: من أبرز المعالم القديمة بكوبر والتي تعرف بسينما الوحدة كوبر.
- سوق كوبر: على الرغم من قِدم مدينة كوبر وكثافتها السكانية إلا أن بها سوقًا واحدًا يقع شرق شارع الصناعات ورغم بساطته إلا أنه يمثل قبلة لسكان كافوري والواحة لتوفر احتياجاتهم فيه، ومن المتوقع بحلول العام الجديد قيام خطة لتطويره بالتنسيق مع محلية بحري.

## معرض صور

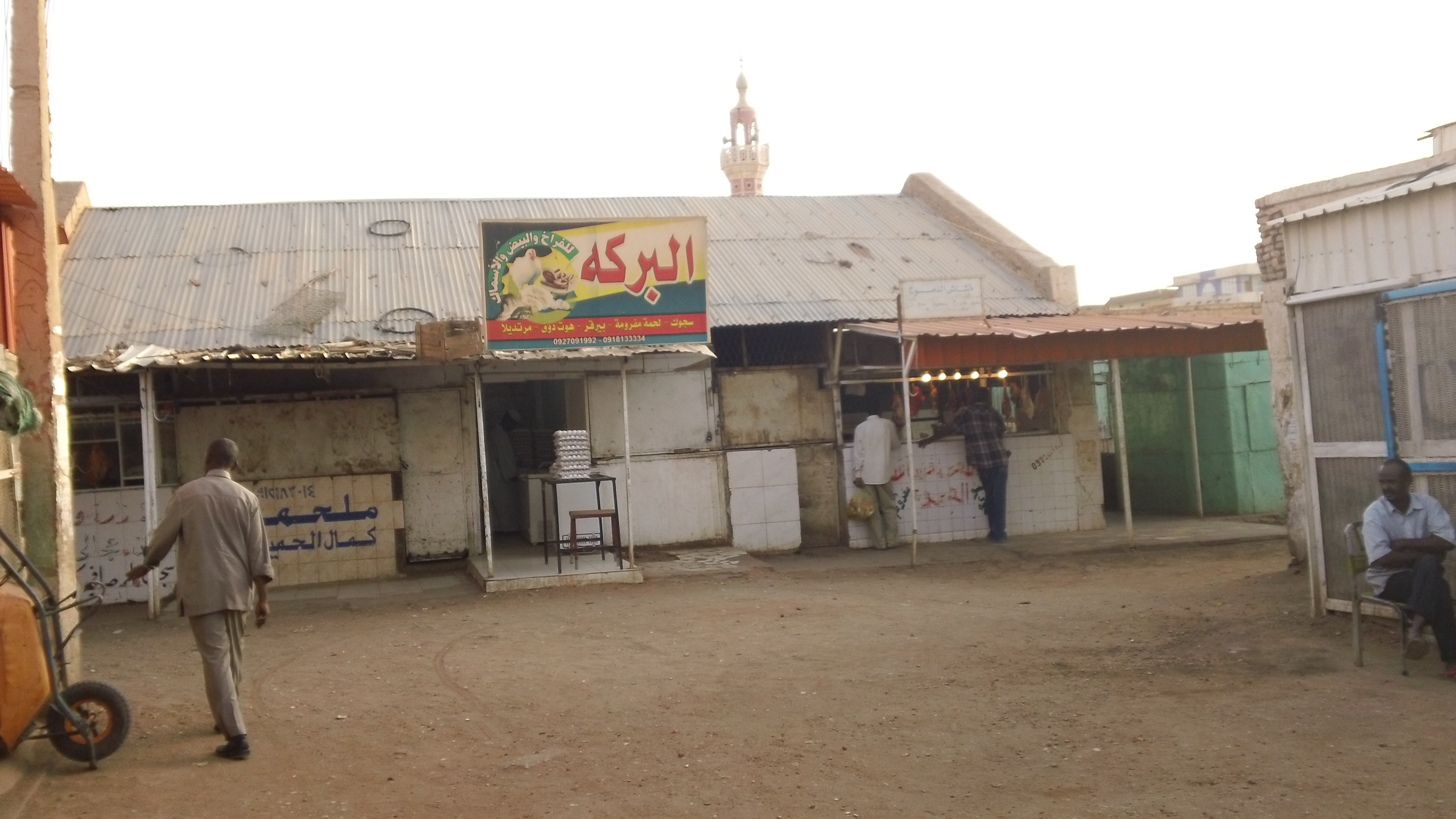
داخل سوق كوبر – الخرطوم بحري
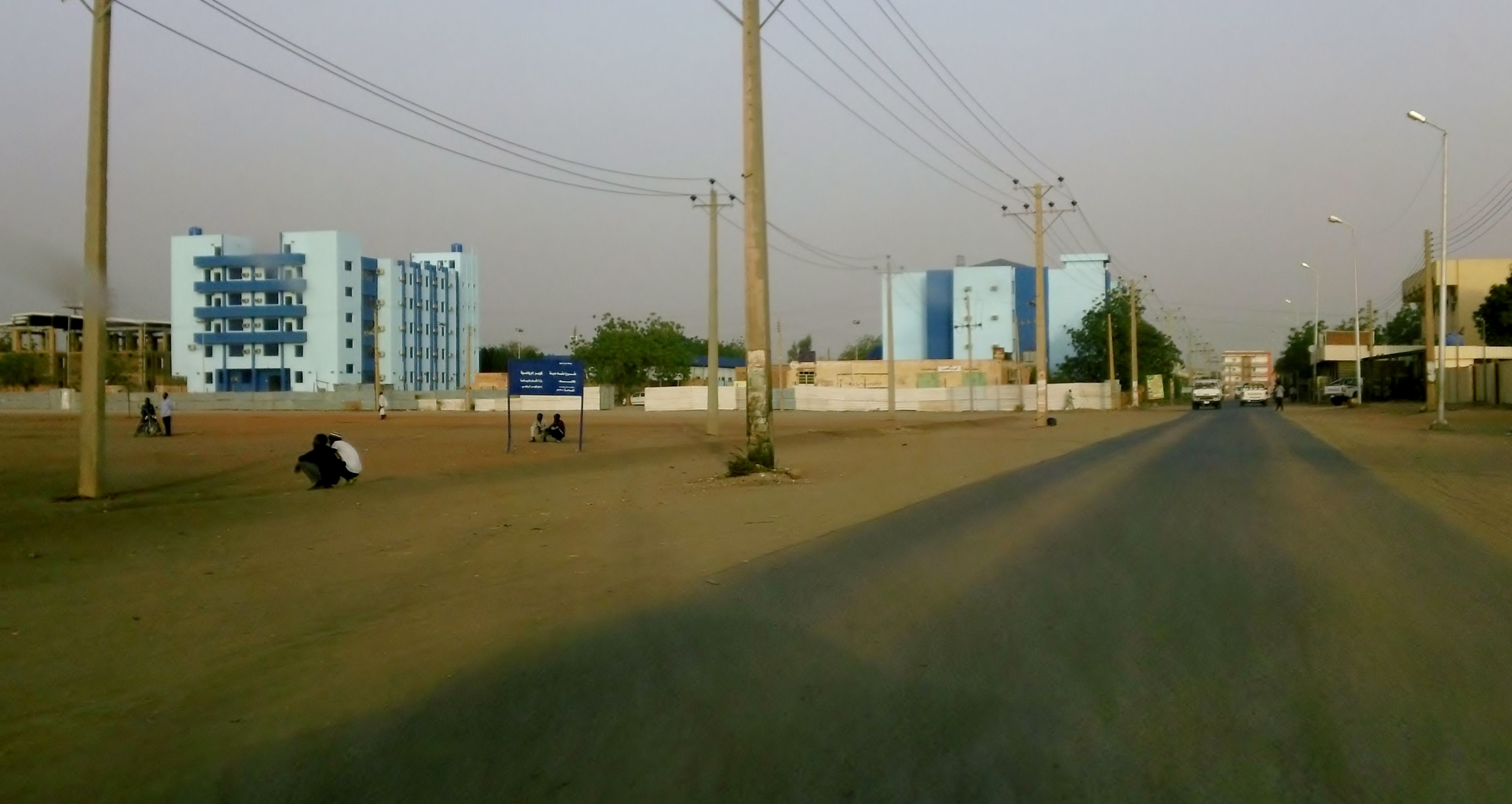
شارع داخل حي كوبر – الخرطوم بحري
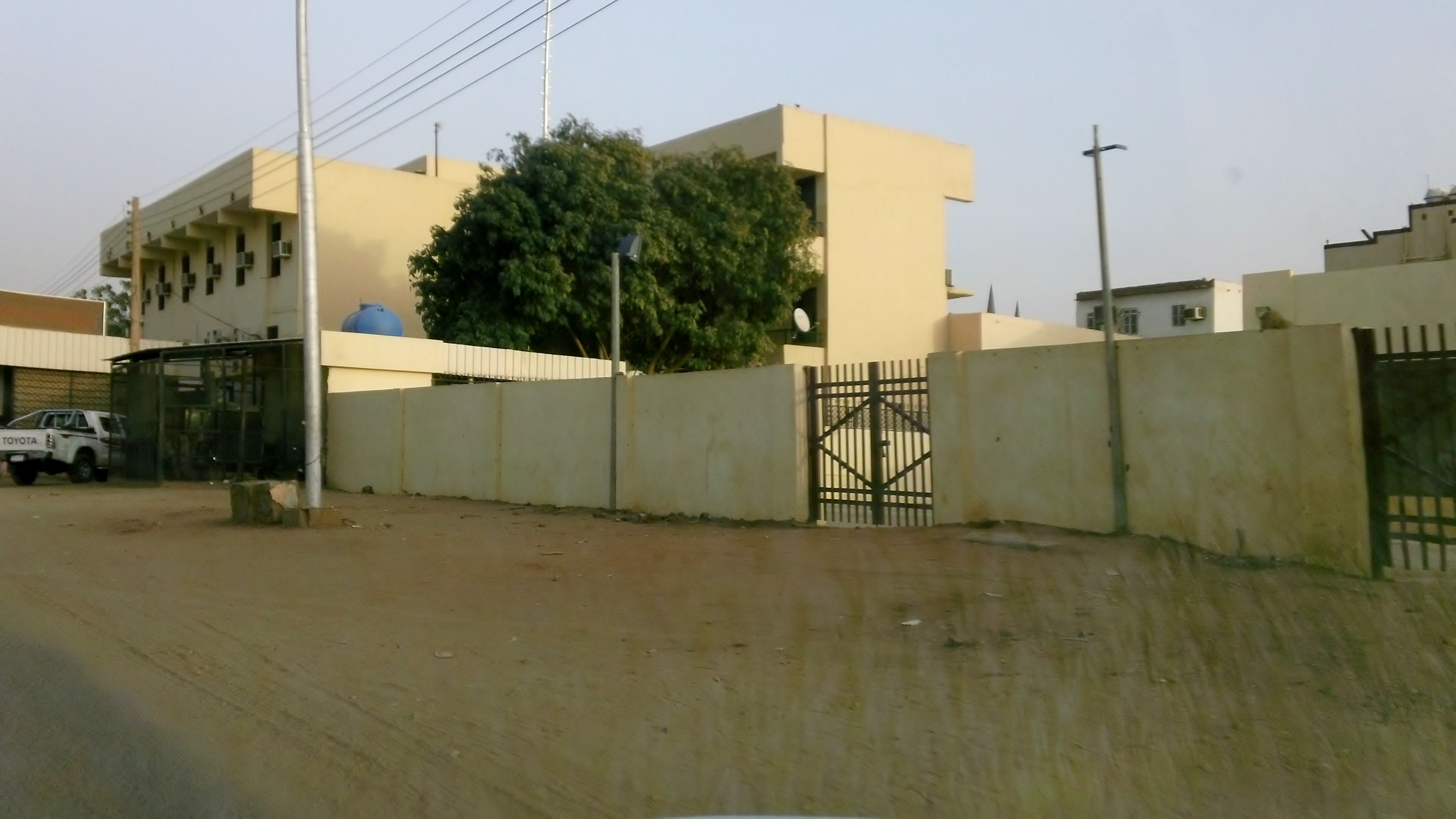
نادي كوبر – الخرطوم بحري
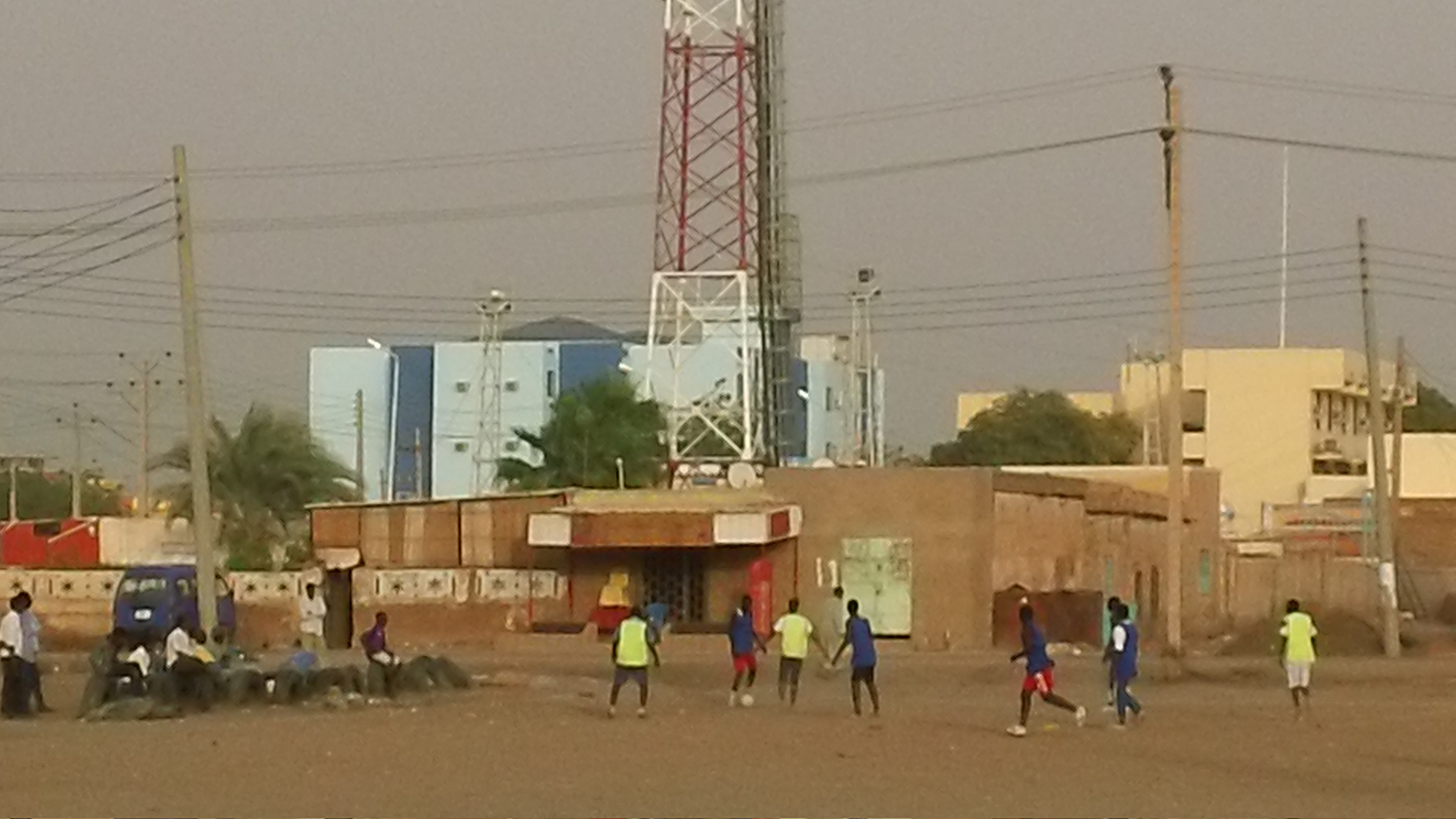
ميدان كرة قدم داخل كوبر